# Décès en 1263
Décès
- 1259
- 1260
- 1261
- 1262
- 1263
- 1264
- 1265
- 1266
- 1267

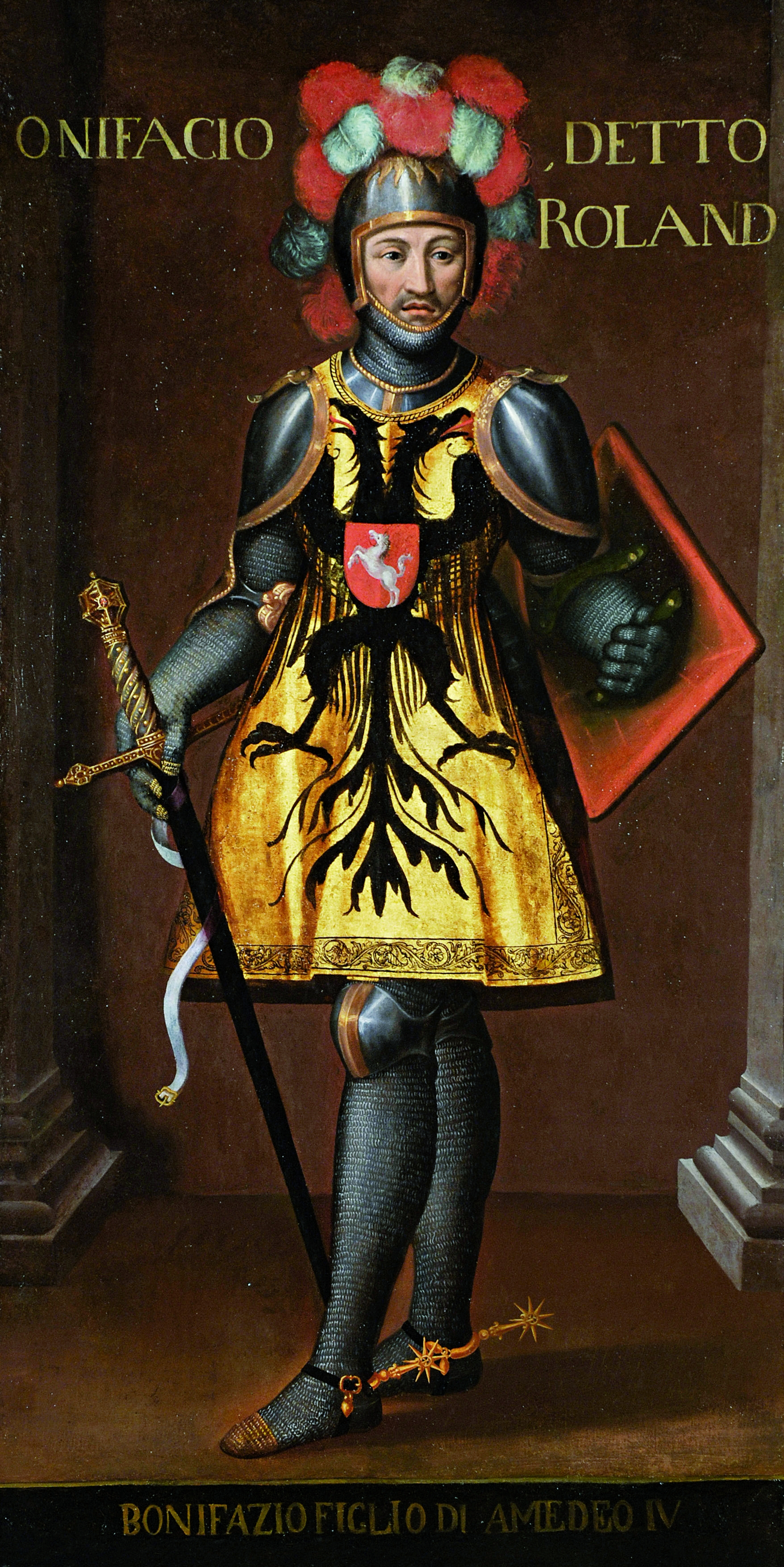
Boniface de Savoie, mort en 1263.

Cette page dresse une liste de personnalités mortes au cours de l'année 1263 :
- 16 janvier : Shinran, fondateur de l'école bouddhique japonaise Jōdo-Shinshū (École véritable de la Terre pure), après avoir quitté le maître Hōnen.
- 12 février : Walter de Geroldseck, évêque de Strasbourg.
- mars : Manuel Ier de Trébizonde, empereur de Trébizonde.
- 1er mars : Aimon de Genève, prélat issu de la maison de Genève, évêque de Viviers.
- 20 avril : Jean Ier de Holstein-Kiel, membre de la maison de Schauenbourg qui a régné sur le comté de Holstein-Kiel.
- juin : Boniface de Savoie, 11e comte de Savoie, d'Aoste et de Maurienne.
- 20 juillet : Richard Turstin, bénédictin français, vingt-deuxième abbé du Mont Saint-Michel.
- Entre le 13 et le 16 août : Guy VI, vicomte de Limoges[1].
- 20 août : Gobert d'Aspremont, chevalier croisé, devenu moine cistercien à l’abbaye de Villers-en-Brabant.
- 3 septembre : Hartmann V de Kibourg, membre de la dynastie des Kibourg dont le fief était basé dans la région de Winterthour.
- 12 septembre : Mindovg Mindaugas, roi de Lituanie, assassiné.
- 14 novembre : Alexandre Nevski, prince russe.
- 15 décembre : Håkon IV de Norvège[2], roi de Norvège.
- 24 décembre : Hōjō Tokiyori, cinquième shikken (régent) du shogunat de Kamakura.
- Gilles II de Hierges, ou Gilles d'Orbais ou Gilles de Bioul, seigneur de Hierges.
- Guy Ier de La Roche, duc d'Athènes.
- Hugues de Saint-Cher, cardinal, dominicain, exégète et théologien.
- Hugues Libergier, architecte rémois de l'époque gothique.
- Rodolphe III de Neuchâtel, comte de Neuchâtel.

## Crédit d'auteurs
- Cet article est partiellement ou en totalité issu de l'article intitulé « 1263 » (voir la liste des auteurs).